# Cusano Milanino

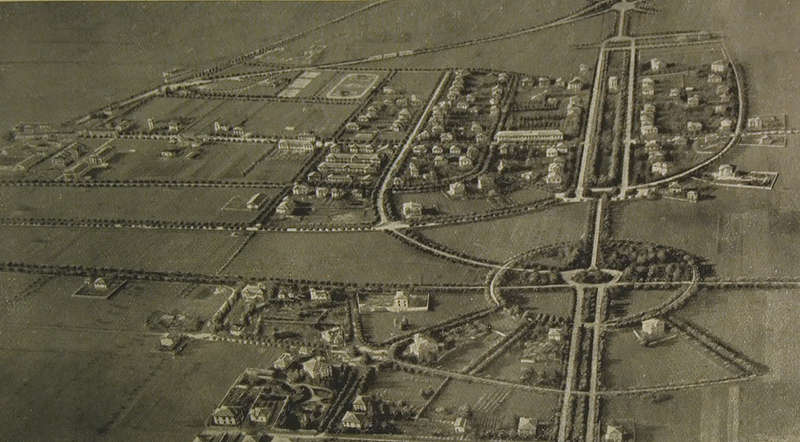
Luftbild der Gartenstadt Milanino

Cusano Milanino ist eine Gemeinde in Italien, Metropolitanstadt Mailand, Region Lombardei. Neben dem alten Dorf Cusano wurde Milanino (etwa „Klein-Mailand“) 1909 als erste italienische Gartenstadt nach englischem Vorbild gegründet.
Die Nachbarorte von Cusano Milanino sind Paderno Dugnano, Cinisello Balsamo, Cormano und Bresso.

## Bevölkerungsentwicklung
Cusano Milanino zählt 8.333 Privathaushalte. Zwischen 1991 und 2001 fiel die Einwohnerzahl von 21.357 auf 19.850. Dies entspricht einer prozentualen Abnahme von 7,1 %.

## Söhne und Töchter der Gemeinde
- Sergio Mantovani (1929–2001), Automobilrennfahrer
- Giovanni Trapattoni (* 1939), Fußballspieler und -trainer